# The Black Masks
The Black Masks è un cortometraggio muto del 1913 diretto da Grace Cunard e Francis Ford. Fu la prima regia per Grace Cunard, un'attrice che, nella sua lunga carriera durata fino a metà anni quaranta, conta anche sedici regie.

## Produzione
Il film fu prodotto dalla Bison Motion Pictures (con il nome 101-Bison). La riedizione del 1917 fu prodotta dalla Rex Motion Picture Company.

## Distribuzione
Distribuito dall'Universal Film Manufacturing Company, il film uscì nelle sale cinematografiche USA il 28 ottobre 1913.
Il cortometraggio originale in due bobine venne rimontato e distribuito in una copia a un rullo nel 1917 con il titolo Unmasked dalla Rex Motion Picture Company che lo fece uscire il 23 maggio 1917. La copia a un rullo esiste a tutt'oggi .